# Rabastens

Rabastens este o comună în departamentul Tarn din sudul Franței. În 2009 avea o populație de 4.965 de locuitori.

## Evoluția populației
| An        | 1975  | 1982  | 1990  | 1999  | 2006  | 2009  |
| --------- | ----- | ----- | ----- | ----- | ----- | ----- |
| Populație | 4.182 | 3.806 | 3.825 | 4.176 | 4.747 | 4.965 |